# Lolme
Lolme é uma comuna francesa na região administrativa da Nova Aquitânia, no departamento Dordonha. Possui uma área de 6,92 km² e 111 habitantes (censo de 1999), perfazendo uma densidade demográfica de 16 hab/km².	